# Канке, Виктор Андреевич
Виктор Андреевич Канке (род. 29 апреля 1944 года, село Некрасово, Алтайский край) — советский и российский философ, специалист по философским проблемам науки, этики, техники и образования. Доктор философских наук, профессор, автор серии научных монографий и учебников по философии. Профессор кафедры философии и социальных наук ИАТЭ.

## Биография
Родился 29 апреля 1944 года в селе Некрасово Славгородского района (ныне село Гальбштадт Немецкого национального района) Алтайского края в немецкой семье.
В 1966 году окончил физический факультет МГПИ им. В. И. Ленина.
В 1966—1974 годах работал учителем физики в школе.
В 1975 году окончил философскую аспирантуру МГПИ им. В. И. Ленина и защитил диссертацию на соискание учёной степени кандидата философских наук по теме «Некоторые аспекты субординации между свойствами пространства и времени и материальными взаимодействиями».
В 1976—1987 годах преподавал философию в Бийском государственном педагогическом институте
В 1984 году окончил докторантуру МГПИ им. В. И. Ленина, а в 1985 году защитил диссертацию на соискание учёной степени доктора философских наук по теме «Единство и многообразие форм времени».
С 1987 года — профессор и заведующий кафедрой философии Обнинского института атомной энергетики.

## Теории
В докторской диссертации (1985) Канке разработал концепцию форм времени, согласно которой природа времени всегда определяется спецификой тех процессов, которым оно присуще. Время является мерой процесса от его зарождения до достигнутой им стадии. Распространенная ошибка состоит в придании физическому времени универсальных черт. Но оно является адекватной количественной мерой исключительно физических процессов.
Также Канке исследовал понятие общественного рабочего времени в экономической теории Карла Маркса существенно прояснив её содержание, философскую и экономическую значимость. Также областью исследований Канке являются вопросы техники, образования, естественных и общественных наук, семиотическое содержание новейшей философии.
В 1996—2011 гг. Канке разработал теорию концептуальных переходов. Согласно этой теории, в современном её виде философия разделилась на две части, субстанциальную и метанаучную. Субстанциальная философия, не способная идти вровень с наукой, неизбежно приобретает метафизическую форму, что характерно, в частности, и для поструктурализма, и для критической герменевтики, и для аналитической философии. В своей метанаучной форме философия имеет дело с субнауками, исследуя и критикуя их содержание. Метанаучный подход противостоит как метафизике в философии, так и субстанциализму в науке, согласно которому она не нуждается в метанауке. Метанаучный подход уделяет первостепенное внимание концептуальному устройству современных теорий, которые реализуют определённые формы перехода от одних концептов к другим. Концептуальная трансдукция выступает как а) внутритеоретическая трансдукция, б) межтеоретическая трансдукция, в) междисциплинарная трансдукция.
Внутритеоретическая трансдукция реализуется как цикл познания, включающий четыре дукции, а именно, дедукцию, аддукцию, абдукцию и индукцию. Дедукция реализует переход: гипотетические принципы — гипотетические законы — предсказываемые значения переменных. Аддукция реализуется в эксперименте и представляет собой переход от предсказанных гипотетических переменных к эмпирическим фактам (переменным). Абдукция состоит в восхождении от эмпирических фактов к эмпирическим законам и эмпирическим принципам. Индукция состоит в предположении, что эмпирические принципы и законы могут быть использованы для предсказывания значений новых переменных.
Межтеоретическая трансдукция реализуется как проблемный ряд теорий (T1 →T2→T3→…Tn) и интерпретационный строй теорий (Tn Tn-1 Tn-2 … T1). В проблемном ряде теорий каждая последующая концепция преодолевает некоторые проблемы предыдущей концепции. В интерпретационном строе развитые теории позволяют интерпретировать содержание менее развитых теорий. Междисциплинарная трансдукция реализуется посредством вменения концептов одних наук концептам других наук. Она всегда имеет экзогенный, внешний характер, науки не сидят внутри друг друга. Теория концептуальной трансдукции позволяет концептуально освоить плюрализм. Современные исследователи оперируют не научно-исследовательскими программами И. Лакатоса и не парадигмами Т. Куна, а рядами теорий.
Канке является сторонником метанаучного подхода. Он полагает, что он является противоядием как от СПАМ (синдрома приобретенной антиметанаучности в науках), так и СПАН (синдрома приобретённой антинаучности в философии).
Важное место в теоретических построениях Канке занимает метанаучная этика, поскольку им разработан вариант этики ответственности, а также теоретическая и практическая концепция этизации преподавания наук, в том числе и философии в вузе. Он считает, что современная этика выстраивается в субстанциальном ключе, поэтому в ней господствует антинаучный синдром. Подлинная этика является вершиной философии аксиологических наук, она выступает как решимость добиться максимально возможного на основе потенциала трансдисциплинарной матрицы современных наук, включающей и научную философию.
Теория метанаучной трансдисциплинарной трансдукции предполагает всемерное развитие философии отдельных научных дисциплин. В этой связи Канке отметился монографиями в области философии математики, физики, химии, биологии, техники, информатики, экономики, истории, менеджмента, юриспруденции, педагогики.
В соответствии с теорий концептуальных переходов Канке выстраивает соответствующие учебные курсы по философии. Он считает, что общие рассуждения о философии и философии науки должны непременно дополняться подробными экскурсами в концептуальные особенности отдельных наук.

## Научные труды

### Монографии
- Формы времени. Томск, 1984
- Этика. Техника. Символ. Обнинск, 1996
- Этизация преподавания наук. Теория и рекомендации. Обнинск, 1996
- Семиотическая философия. Обнинск, 1997; Философия. Исторический и систематический курс. Учебник для вузов. М., 1996 (4-е изд. — 2000)
- Основные философские направления и концепции науки. Итоги XX столетия. М., 2000.
- Философия науки. Краткий энциклопедический словарь. М.: Омега- Л, 2008. — 328 с. ISBN 978-5-370-00180-2. Тираж 2000 экз.
- Основные философские направления и концепции науки. 3 изд. М.: Логос, 2008. — 400 с. ISBN 978-5-98704-315-8. Тираж 2000 экз.
- Формы времени. 3 изд. М.: URSS, 2012. — 364 с. ISBN 978-5-397-01990-3. Тираж не указан.
- Общая философия науки. М.: Омега-Л, 2008. ISBN 978-5-370-00883-2. — 354 c. Тираж 2000 экз.
- История философии. Мыслители, концепции, открытия. 3 изд. М.: Логос, 2007. — 432 с. ISBN 978-5-98704-248-9. Тираж 2000 экз.
- Этика ответственности. Теория морали будущего. М.: Логос, 2003. — 352 с. ISBN 5-94010-054-6. Тираж не указан.
- Современная этика. М.: Омега-Л, 2007. — 394 с. ISBN 5-370-00034-4. Тираж 1500 экз.
- Современная философия. М.: Омега-Л, 2011. — 329 c. ISBN 978-5-370-01175-7. Тираж 1000 экз.
- Философия учебника. М.: Университетская книга, 2007. — 118 с. ISBN 978-5-9792-0001-9. Тираж 2000 экз.
- Философия математики, физики, химии, биологии. М.: Омега-Л, 2011. — 368 с. ISBN 978-5-406-00543-9. Тираж 2000 экз.
- Концепции современного естествознания. 2 изд. М.: Логос, 2006. — 368 с. ISBN 5-98704-071-X. Тираж 3000 экз.
- Философия экономической науки. М.: ИНФРА-М, 2007. — с. 384. ISBN 5-16-002771-8. Тираж 2000 экз.
- Философия менеджмента. М.: Кнорус, 2010. — 392 с. ISBN 978-5-406-00243-8. Тираж 2000 экз.
- Философия историологии. М.: Московский государственный университет печати, 2009. — 326 с. ISBN 978-5-8122-1025-0. Тираж 500 экз. (В соавторстве).
- История и философия химии. М.: НИЯУ МИФИ, 2011. — 232 с. ISBN 978-5-7262-1433-7. Тираж 100 экз.
- Философия педагогики. М.: без изд., 2011. — 384 с. ISBN 978-5-204-00634-8. Тираж 1000 экз.
- Философия для экономистов. М.: Омега-Л, 2008. — 411 с. ISBN 978-5-370-00697-5. Тираж 2000 экз.
- Философия для технических специальностей. М.: Омега-Л, 2008. — 395 с. ISBN 978-5-370-00685-2. Тираж 2000 экз.
- Философия для юристов. М.: Омега-Л, 2009. — 412 с. ISBN 978-5-370-00728-6. Тираж 2000 экз.
- Философия. Исторический и систематический курс. Учебник для вузов. 5 изд. М.: Логос, 2006. — 376 с. ISBN 5-98704-072-8. Тираж 4000 экз.
- Основы философии. Учебник для студентов средних специальных учебных заведений. М.: Логос, 2008. — 288 с. ISBN 5-98704-276-3. Тираж 2000 экз.
- Философия. Курс для бакалавров. М.: Логос, 2005. 240 с. ISBN 5-94010-382-0. Тираж 5000 экз.
- Философия. Карманная энциклопедия: Учебное пособие для студентов вузов и средних специальных учебных заведений. М.: Логос, 2001. — 272 с. ISBN 5-94010-011-2. Тираж 5000 экз.
- Концепции современного естествознания. Карманная энциклопедия. М.: Логос, 2004. — 304 с. ISBN 5-94010-295-6. Тираж 5000 экз.
- Миропонимание и этика ответственности. Учебное пособие для учащихся старших классов. Калуга: Гриф, 2004. — 200 с. ISBN 5-89-668-087-2. Тираж 1500 экз.
- Миропонимание и этика ответственности. Книга для учителя. Калуга: Гриф, 2004. — 92 с. ISBN 5-89668-089-9. Тираж 500 экз.
- Методология научного познания. — М.: Омега-Л, 2013. ISBN 978-5-370-02887-8. Тираж 500 экз.
- История, философия и методология техники и информатики. М.: ЮРАЙТ, 2013. ISBN 978-5-9916-3030-6. Тираж 500 экз.
- История, философия и методология психологии и педагогики. М.: ЮРАЙТ, 2014. ISBN 978-5-9916-2990-4. Тираж 700 экз.
- История, философия и методология естественных наук. М.: ЮРАЙТ, 2014. ISBN 978-5-9916-3041-2. Тираж 500 экз.
- История, философия и методология социальных наук. М.: ЮРАЙТ, 2014. ISBN 978-5-9916-3275-1. Тираж 500 экз.
- Encyclopedia of Metascience and Special Philosophy of Science. Hong Kong/Tallinn: Eurasian Scientific Editions, 2021. ISBN 978-988-14066-1-3, ISBN 978-9949-7485-0-1.
- 50 critical essays on the philosophy of science. Geneva/Hong Kong/Tallinn: Eurasian Scientific Editions, 2022. ISBN 978-9949-7485-8-7.

### Статьи
- Проблема реальности социального времени // Философские науки. — 1972. — № 2.
- К вопросу о диалектико-материалистическом понимании сущности пространства и времени // Философские вопросы современного естествознания. — М., 1975, вып. 3. — C. 33—44.
- Пространственно-временные представления теории относительности // Философские вопросы современного естествознания. — М., 1975, вып. 3. — C. 51—70.
- О формировании представлений о субординации между свойствами пространства и времени и материальными взаимодействиями // Философские вопросы современной физики, математики, биологии. — М., 1976, вып. I. — C. 35 — 48.
- Проблема времени в экономической теории К. Маркса // Экономические науки. — 1979. — № 5. — C. 12-15.
- Теоретические основы познания временного аспекта процесса функционирования и развития общества // Проблемы социального познания. Новосибирск, 1980. — C. 75-84.
- Временной аспект законов организации, движения и развития // Категории диалектики. Диалектика закономерной связи. — Свердловск, 1982. — C. 56—60.
- Философское значение марксовой концепции двойственности рабочего времени // Философские науки. — 1983. — № 3, — С. 14—19.
- Концепция биологического времени // Диалектический материализм и философские вопросы естествознания (методология научного познания) — Межвуз. сб. н. тр. — М.: МГПИ, 1988